# Bradycinetulus ferrugineus
Bradycinetulus ferrugineus là một loài bọ cánh cứng trong họ Geotrupidae. Loài này được Palisot de Beauvois miêu tả khoa học năm 1805.